# Elvis: A Legendary Performer Volume 1
Elvis: A Legendary Performer Volume 1 är ett samlingsalbum av den amerikanske sångaren och musikern Elvis Presley, utgivet den 2 januari 1974 av RCA Records. Det innehåller 14 spår av vilka tolv är låtar och två är intervjuer med Elvis Presley. Albumet certifierades guld den 8 januari 1975, platina och 2 x platina den 15 juli 1999, och 3 x platina för tre miljoner sålda exemplar den 8 mars 2018 av Recording Industry Association of America (RIAA).

## Innehåll
Elvis: A Legendary Performer Volume 1 inleds med Elvis första inspelning från 1954, "That's All Right ", den låt som startade hans karriär som inspelningsartist på Sun Records i Memphis, Tennessee.
Under det kommande årtiondet kom fyra volymer i RCA:s A Legendary Performer-serie tillägnade Elvis Presley att släppas. Elvis kom därmed att bli den ende inspelningsartist på RCA Victor, förutom Glenn Miller, att ha flera volymer i den serien. Serien är också känd för att vara den första utgåvan av flera, innehållande tidigare outgivna inspelningar av Elvis Presley, där varje påföljande volym kom att innehålla än mer av tidigare outgivet material. Denna första volym i serien innehöll flera tidigare outgivna liveframträdanden från Elvis TV-special från 1968, en alternativversion av hans första kända inspelning på Sun Records ("I Love You Because"), och "Tonight's All Right for Love" som i samband med detta gavs ut i USA för första gången. Den hade tidigare funnits tillgänglig endast på europeiska utgåvor av albumet G.I. Blues. De två intervjuerna på skivan hade ursprungligen givits ut år 1958 av RCA Victor på EP:n Elvis Sails.
Även om RCA tidigare hade släppt några alternativa tagningar av Elvis Presleys studioinspelningar, var detta första gången som skivbolaget på allvar började ge ut sådant material. Utgivningar av alternativinspelningar och av outgivna inspelningar skulle dock inte börja i stor skala förrän efter hans Elvis död i augusti 1977. Exempelvis utgavs tredje delen i serien, Elvis: A Legendary Performer Volume 3, i november 1978, och den bestod nästan uteslutande av tidigare outgivna inspelningar.

### Försäljningsframgång
Joan Deary var den på RCA som var ansvarig för hela Elvis Presley-katalogen. Spänningen mellan henne och Felton Jarvis, som producerade Elvis inspelningar, hade stegrats och i samband med den dåliga försäljningen av albumet Raised on Rock försökte hon få Jarvis avskedad. Elvis ingrep dock och förhindrade det. Hon fick emellertid sin revansch när första skivan i Legendary Performer-serien, i första skedet sålde en halv miljon skivor mer än Raised on Rock. Hon kunde med stolthet peka på det faktum att det enda samlingsalbum som hon hade producerat, Elvis: A Legendary Performer Volume 1, hade sålt bättre än alla Felton Jarvis senaste tre album sammantaget – Elvis (The Fool Album), Raised On Rock och Good Times. Inom ett år efter utgivningen hade albumet sålt guld i USA och det fortsatte att sälja, så att det år 2018 med tre miljoner sålda exemplar certifierades för tre gånger platina av den amerikanska branschorganisationen RIAA.

## Låtlista
| 1. | That's All Right                                | Arthur "Big Boy" Crudup                      | 6 juli 1954       | 1:33 |
| 2. | I Love You Because (tidigare outgiven tagning)  | Leon Payne                                   | 6 juli 1954       | 3:27 |
| 3. | Heartbreak Hotel                                | Mae Boren Axton, Tommy Durden, Elvis Presley | 10 januari 1956   | 2:08 |
| 4. | Elvis                                           | —                                            | 22 september 1958 | 0:34 |
| 5. | Don't Be Cruel                                  | Otis Blackwell, Elvis Presley                | 2 juli 1956       | 2:03 |
| 6. | Love Me (från 68 Comeback Special)              | Jerry Leiber, Mike Stoller                   | 27 juni 1968      | 2:32 |
| 7. | Tryin' to Get to You (från 68 Comeback Special) | Rose Marie McCoy, Charles Singleton          | 27 juni 1968      | 2:33 |

| 1.           | Love Me Tender                                                           | Vera Matson, Elvis Presley                       | 24 augusti 1956   | 2:42  |
| 2.           | Peace in the Valley                                                      | Thomas A. Dorsey                                 | 13 januari 1957   | 3:20  |
| 3.           | Elvis' Farewell to His Fans                                              | —                                                | 22 september 1958 | 2:14  |
| 4.           | (Now and Then There's) A Fool Such as I                                  | Bill Trader                                      | 11 juni 1958      | 2:30  |
| 5.           | Tonight's All Right for Love (från den europeiska utgåvan av G.I. Blues) | Joseph J. Lilley, Abner Silver, Sid Wayne        | 6 maj 1960        | 1:20  |
| 6.           | Are You Lonesome Tonight? (från 68 Comeback Special)                     | Lou Handman, Roy Turk                            | 27 juni 1968      | 3:31  |
| 7.           | Can't Help Falling in Love                                               | George David Weiss, Luigi Creatore, Hugo Peretti | 23 mars 1961      | 3:00  |
| Total längd: | Total längd:                                                             | Total längd:                                     | Total längd:      | 33:27 |

## Musiker på inspelningarna
- Elvis Presley – sång, kompgitarr, slagverk
- Scotty Moore – sologitarr, kompgitarr
- Hank Garland – sologitarr
- Bill Black – kontrabas
- Bob Moore – kontrabas
- DJ Fontana – trummor, slagverk
- Buddy Harman – trummor, slagverk
- Floyd Cramer – piano
- Alan Fortas – slagverk
- Lance LeGault – tamburin
- Charlie Hodge – akustisk kompgitarr